# Кіло-
Кіло (скорочено к), префікс одиниць вимірювання у системі SI, що означає множник 103 або 1000. Офіційно затверджено 1795 року (але вже до цього було у загальному вжитку), походить від грец. χίλιοι, що означає тисяча. Наприклад:
- один кілограм (кг) — 1000 грамів (г)
- один кілометр (км) — 1000 метрів (м)
- один кіловат (кВт) — 1000 ват (Вт)
- одна кілокалорія (ккал) — 1000 калорій (кал)
- проте один кілобайт (кБ) на практиці може означати як 1000 байт (Б), так і 1024 байти (Б).

Саме слово кіло (подекуди кільо) часто вживається в побуті у значенні кілограма.  Особливо в англомовному середовищі популярне скорочення к на позначення тисячі, наприклад, Y2K (англ. Year 2000) називалась проблема збою відліку часу у комп'ютерах у 2000 році.

## В інформатиці
В інформатиці, на відміну від загальноприйнятого, кіло часто означає не 1000, а 1024 (210). Найчастіше стосовно розмірів пам'яті. Наприклад: кілобайт може означати як 1024 байти (якщо слідувати старій традиції, що склалася в галузі), так і 1000 байт (якщо слідувати формальним стандартам, зокрема МЕК). Загальноприйнято позначати малою літерою к — 1000, а великою К — 1024 одиниці. Проте цього правила не завжди дотримуються.

## Піднесення до степеня
Якщо одиниця вимірювання підноситься до степеня, те саме відбуватиметься і з її префіксом, зокрема кіло. Тобто одиниця вимірювання з префіксом кіло означатиме множник {\displaystyle 10^{3n}} (за правилом множення степенів), де n — її степінь. Найчастіше це відбувається з площею та об'ємом. Наприклад:
- один квадратний кілометр (км2) — 106 квадратних метрів (м2)
- один кубічний кілометр (км3) — 109 кубічних метрів (м3)|  | Ця стаття не містить посилань на джерела. Ви можете допомогти поліпшити цю статтю, додавши посилання на надійні (авторитетні) джерела. Матеріал без джерел може бути піддано сумніву та вилучено. (жовтень 2014) |